# Дрвали (Пултуський повіт)
Дрвали (пол. Drwały) — село в Польщі, у гміні Затори Пултуського повіту Мазовецького воєводства.
Населення — 323 особи (2011).
У 1975-1998 роках село належало до Остроленцького воєводства.

## Демографія
Демографічна структура станом на 31 березня 2011 року:
|          | Загалом | Допрацездатний вік | Працездатний вік | Постпрацездатний вік |
| -------- | ------- | ------------------ | ---------------- | -------------------- |
| Чоловіки | 155     | 32                 | 102              | 21                   |
| Жінки    | 168     | 45                 | 77               | 46                   |
| Разом    | 323     | 77                 | 179              | 67                   |